# 紅星型ミサイル艇
紅星型哨戒艇（ホウシンがたみさいるてい、英語: Houxin-class missile boats）は、中国人民解放軍海軍のミサイル艇の艦級に対して付与されたNATOコードネーム。中国人民解放軍海軍での名称は037-IG型ミサイル艇（037IG型导弹护卫艇）。

## 来歴
1980年代初頭、香港返還まで20年を切ったことを受けて、人民解放軍駐香港部隊に配備する艦艇に関する検討が着手された。これに応じて、第701研究所と第708研究所は、それぞれ037-I型駆潜艇（海久型）をベースとしたミサイル艇を設計した。第701研究所の案は比較的変更点が少ない漸進的なものであったのに対し、第708研究所の案は大幅な改設計を加えたものであった。最終的に、駐香港部隊への配備艇については第708研究所の案が採択され、037-II型ミサイル艇（紅箭型）として建造されることになった。しかしこれはあまりに高価であり、大量配備は困難であったことから、第701研究所の案も同時に建造されることになった。これによって建造されたのが本型である。

## 設計
上記の経緯により、船体と機関はおおむね037-I型駆潜艇（海久型）と同様のものであり、平甲板型という船型も踏襲されている。ただし上部構造物のデザインは大きく異なっている。
装備面では、037-I型では対潜兵器を主体としていたのに対して、本型では、これにかえてYJ-8艦対艦ミサイルの連装発射筒を艦尾甲板両舷に搭載している。また037-II型とともに、人民解放軍海軍のミサイル艇として初の戦術情報処理装置として、ZKJ-3を搭載したとされている。

## 配備
1番艇は1988年12月23日に発注され、1989年に起工された。1991年から2004年にかけて22隻が就役したとみられている。